# Автошлях Р 50
Автошля́х Р 50 — автомобільний шлях регіонального значення на території України. Проходить територією Хмельницької області через Ярмолинці, відгалужуючись від національного автошляху Н03. Проходить через Пільний Олексинець, Городок і закінчується у Сатанові, з'єднуючись з автошляхом Р48.
Майже повністю зруйнована після зими 2012—2013 рр.

## Загальна довжина
Ярмолинці — Сатанів — 46,2 км.
Під'їзд до смт Ярмолинці — 5,1 км.
Під'їзд до державного курорту «Сатанів» — 4,9 км.
Разом — 56,2 км.